# 栄徳高等学校
栄徳高等学校（えいとくこうとうがっこう）は、愛知県長久手市岩作三ヶ峯にある私立高等学校。

## 沿革
- 1983年 - 享栄学園創立70周年の一環として享栄高等学校栄徳分校を開校。
- 1985年
  - 栄徳高等学校（全日制普通科）として独立。学則定員：810名。
  - 南館教室棟竣工。
- 1988年
  - 特進コース（特進クラスA）新設。
  - 北館起工。
- 1993年 - ニュージーランドのダネバークハイスクールと姉妹校提携。
- 2002年 - 進学コースに文理選抜クラスZを開設。
- 2010年 - 本館・南館・北館 外装の改修。
- 2012年 - 南館内装の改修。
- 2014年4月 - 法人再編[1]に伴い運営者が愛知享栄学園に変更。

## 歴代校長
- 初代 - 堀敬史（1998年 - 1996年）
- 2代 - 近藤信行（1996年 - 2001年）
- 3代 - 西山明（2001年 - 2004年）
- 4代 - 近藤新二（2004年 - 2008年）
- 5代 - 内田憙男（2008年 - 2001年）
- 6代 - 木村久和（2001年 - 2005年）
- 7代 - 鈴木文悟（2005年 - 現在）

## 校名の由来
享栄学校創立当時の名古屋市長・阪本釤之助が創立者に贈り、享栄学園の由来となった句「有陰徳者必享其栄（陰徳有る者必ず其の栄を享く）」から「栄」と「徳」をとりつけられた。

## 校訓と栄徳五訓

### 校訓
『誠実で信頼される人に』
昭和21年（1946年）5月、創立者の後をうけて学園の責任者となった堀敬文前理事長によって考えられた。当時の日本は、食糧をはじめ極度に物資不足に悩み、国民は敗戦のショックで何を信じてよいかわからず、なにかにつけて不信感で満ちている時代であったため、享栄学園が、誠実さを基にして生徒は教師を信頼し、教師は生徒を信頼することができるような教育の場にし、そこで培った信頼感を社会に広げたいと念願し、『誠実で信頼される人に』が校訓として掲げられた。

### 教育目標
高校生として常に明確な目標を持ち、真剣に事にあたる習慣をつけ、豊かな人間性､強い気力・体力、幅広い知性を身につける。

### 栄徳五訓
- 常に目的意識を持とう。
- 感謝の気持ちを込めて挨拶しよう。
- 学習、スポーツにがんばろう。
- 責任ある行動をとろう。
- 栄徳生として、プライドを持とう。

栄徳高校の教育目標を実践する指針として制定されており、毎朝ST (SHR) 前や入学式・卒業式などの式典、隔週月曜日に行われる全校集会など様々な場面で生徒全員で唱和される。

## 設置コース
- Super文理コース
- 総合進学コース
- 国際言語コース
- 人間スポーツコース

## 学校行事
オリエンテーション合宿（1年生）
特進コースは2泊3日の学習合宿が行われる。
球技大会（全学年）
2日間にかけてクラス対抗でバレーボールが行われる。1日目は各ブロックでリーグ戦を行い、2日目は各ブロックの上位チームで決勝トーナメントが行われる。
大学・短大・専門学校ガイダンス（3年生・2年生）
大学・短大・専門学校ごとにブースを設け、説明会が行われる。
海外教育研修（希望者）
夏休みにAuckland English Academy City校で3週間程度行われる。
文化祭・体育祭（全学年）
文化祭は2日間行われ、1日目は校内公開（保護者、卒業生のみ入場可）、2日目は一般公開されるが中学生と保護者、卒業生が対象で他校の生徒は入場できない。
体育祭は集団演技として男子はハカ、女子は創作ダンスが行われる。以前はトラック競技が中心であったが、名称変更に伴い、障害物リレー等のレクレーション的な競技も行われるようになった。
マナー講座（1年生）
年2回に分けて実施される。講師を招きクラス単位で挨拶、礼の仕方、言葉づかい等のマナーついて学ぶ。
修学旅行（2年生）
特進コースはカナダ、進学コースは沖縄。
進路チャレンジ（大学見学バスツアー）（2年生）
各自が希望する進路コースに分かれて大学・専門学校へ行き、模擬講義の受講や施設見学を行う。
文化スポーツ大会（1・2年生）
2日間かけてクラス対抗でフットサル・ソフト・ソフトバレー・バドミントン・卓球・百人一首・オセロ・ジグソーパズル等が行われる。
芸術鑑賞会（1・2年生）
劇団四季と劇団わらび座の公演鑑賞が隔年で実施される。
栄徳クリーンキャンペーン（1・2年生）
スクールバスで学校周辺の各地点へ移動し、清掃奉仕活動を行う。

## 部活動

### 主な実績
ゴルフ部、卓球部、馬術部、陸上部、日本拳法部、男子バレーボール部、柔道部、囲碁将棋部、ダンス部などが全国大会に出場している。
愛知県の高等学校で唯一、女子ラグビー部があった。2023年ごろに廃部

### 運動部系
- ラグビー部
- 陸上競技部
- ソフトボール部
- テニス部
- バレーボール部
- バスケットボール部
- ハンドボール部
- ゴルフ部
- 硬式野球部
- 卓球部
- 柔道部
- 剣道部
- サッカー部
- 日本拳法部
- ダンス部

### 文化部系
- 生物部
- 吹奏楽部
- 囲碁将棋部
- 家庭科部
- 漫画研究部
- 合唱部
- 家庭科部
- JRC部
- パソコン同好会
- 放送同好会
- 科学同好会

## 周辺の施設
- 愛知高速交通東部丘陵線 芸大通駅
- 名古屋瀬戸道路 - 長久手インターチェンジ
- 愛知県道6号力石名古屋線（グリーンロード）
- 愛知県道233号岩作諸輪線
- 愛知県立芸術大学
- 愛知県農業大学校 長久手キャンパス
- 愛知県農業総合試験場
- 豊田中央研究所

## アクセス
- 愛知高速交通東部丘陵線（リニモ）芸大通駅 徒歩約3分
- スクールバス：5つのコースで運行 
  - A：瀬戸・高蔵寺コース
  - B：旭・守山コース
  - C：名東・赤池コース
  - D：日進・みよしコース
  - E：猿投・藤岡コース

## 著名な卒業生
- 中村通代 - 1989年（平成元年）のミスマガジン
- 山本正人 - ラグビー選手
- 星野克之 - ラグビー選手